# Will Chalker

## Biografía
Will Chalker nació el 7 de marzo de 1980 en East Sussex (Inglaterra). Will es un conocido modelo británico. De forma amateur Will practicó boxeo. Actualmente ocupa el puesto n.º 20 en la lista Money Guys (modelos masculinos más rentables) de la página dedicada a la industria: Models.com.
Comenzó su carrera como modelo en el año 2000 a la edad de 20 años. Anteriormente Will trabajó como obrero de la construcción; hasta que un día un amigo supo ver su potencial y le realizó su primera sesión fotográfica como modelo.
Will Chalker llegó a ser mundialmente conocido gracias a ser rostro de la campaña publicitaria del perfume Black XS de Paco Rabanne en el 2003. Luego de esta aparición tuvo más éxito y apareció en grandes marcas de ropa, una de ellas: Dolce & gabanna.
Desde ese anuncio para Black XS, Will ha aparecido en todo tipo de campañas: J.Crew, YSL, Perry Ellis, Wormland, Valentino, Mark O'Polo, Zara, Bottega Veneta, Louis Vuitton, Shiatzy Chen, Dsquared2, Gap, Ermenegildo Zegna y Paul Smith. Su lista de desfiles incluye diversas pasarelas. Desfiló tanto en la apertura como en el cierre de Gucci, John Galliano, Athena. Pasó por la pasarela de D&G con un cachorro de tigre en brazos durante la pasarela primavera/verano del 2005 de Dolce & Gabbana; además actuó junto a Sonia Rykiel durante el show de esta. Will ha aparecido en distintas publicaciones como GQ, l'Uomo, Vogue, i-D, revistas japonesas y publicaciones españolas como Esquire y Upstreet. Ha realizado anuncios para la conocida marca de pantalones: Levi's. Su anuncio para Black XS ha sido reutilizado de cara al lanzamiento de la misma fragancia pero esta vez para mujeres. Las escenas de Will aparecen junto a las protagonizadas por la modelo Bianca Balti.
A Will se le atribuye un gran mérito: ser conocido por ser el primer modelo masculino nominado en Inglaterra como modelo del año.
Will Chalker trabaja para distintas agencias de modelos a nivel mundial: New York Model Management (Nueva York), Models1 (Londres), MGM (París), LA Models (Los Ángeles), Unique Denmark (Copenaguen), Mega Model Agency (Hamburgo) y Traffic Models (Barcelona).

## Características físicas
Will ha sido un modelo bastante conocido gracias a sus rasgos físicos bastante característicos: orejas prominentes, rasgos faciales masculinos y marcados y como no, la estrechez de su cintura.

## Vida privada y polémicas
Poco se sabe de la vida personal de Will. Hace tiempo corrió el rumor de que durante una sesión de fotos en España conoció a una maquilladora y comenzó con esta una relación. La joven española (sin nombre conocido) aparece en algunas fotos de las redes sociales junto a Will. Hace años se rumoreó que se prometieron pero teniendo en cuenta que ahora Will está casado, ambos acabaron poniendo fin a la relación. 
El 2 de agosto de 2014 Will contrae matrimonio con la modelo Chloe Pridham. Antes de ser la mujer de Will, Chloe Pridham mantuvo una relación sentimental con el supermodelo David Gandy.

## Agencias
- New York Model Management
- Unique Models - Copenaguen
- Models 1 Agency - Londres
- LA Models - Los Ángeles
- Mega Models Agency - Hamburgo
- Fashion - Milán
- Traffic Models - Barcelona
- MGM - París

- Datos: Q967127